# Tauerngold (Fernsehfilm)
Tauerngold ist ein im Jahr 2002 vom Bayerischen Rundfunk produzierter Fernsehfilm.

## Handlung
Zusammen mit seinem Sohn zieht der arme Jakob Hirzbacher nach dem Tod seiner Frau aus, um sein Glück zu finden. In einem Dorf in den Hohen Tauern soll 1870 Gold gefunden worden sein, aber als die beiden ankommen, ist der Goldrausch längst vorbei. Eine Gruppe von Goldsuchern kampiert dennoch in einem Tal. Jakob findet Arbeit bei der verarmten Katharina, in die er sich verliebt. Nach dem Tod ihres Vaters macht Hubertus von Feileis Katharina ein Angebot, ihm die Schürfrechte für das Anwesen zu verkaufen, da sie so ihre Schulden bezahlen könne. Das lehnt sie jedoch ab. Da Jakob dem ebenso einflussreichen wie gewalttätigen Feileis im Weg ist, lässt der ihn aus dem Dorf jagen.
Schließlich entdeckt Jakobs Sohn Andris den Zugang zu einer stillgelegten Mine, in der sie schließlich das wertvolle Edelmetall finden. Als Feileis davon erfährt, bringt er die Dorfbevölkerung gegen die Goldsucher auf, erschießt zwei von ihnen und bringt Jakob dazu, ihn zur Mine zu führen. Bei seinem Versuch, das Gold aus dem Stein zu hacken, stürzt die Mine ein und verschüttet Feileis. Jakob kann sich nach draußen retten und beginnt mit Katharina ein neues Leben.